# United Soccer Leagues
Cette page traite de l'organe dirigeant qui administre plusieurs ligues de soccer.
pour le USL Championship (anciennement USL Pro et United Soccer League), voir USL Championship;
pour l'ancienne ligue du même nom, voir United Soccer League (1984–1985).
La United Soccer Leagues est une organisation regroupant différents ligues (leagues en anglais) de soccer en Amérique du Nord et dans les Caraïbes. Elle se compose de plusieurs niveaux masculins comme féminins, à la fois professionnels et amateurs. Actuellement, plusieurs ligues sont administrées par l'organisation comme la United Soccer League, la Premier Development League, la Super Y-League et la Super-20 League.

## Historique

### Aux origines
Fondée en 1985 par Francisco Marcos, la Southwest Indoor Soccer League devait être une ligue mineure de soccer en intérieur associée à la Major Indoor Soccer League. La ligue fait ses débuts avec cinq équipes, chacune opérée par des propriétaires d'arénas de soccer en intérieur du sud-ouest des États-Unis. Le siège social de la ligue se situe à Austin, au Texas, ville hôte de la sixième équipe de la ligue, les Sockadillos d'Austin dont Marcos est le propriétaire. En 1989, la ligue développe de plus grandes ambitions à l'occasion d'un communiqué de presse déclarant que « la ligue sera partie intégrante des plans de la USSF visant à professionnaliser le soccer aux États-Unis avant la Coupe du monde 1994 ».

### Année par année
Depuis sa fondation en 1986 la USL a plusieurs fois changé de formule.
Elle s'est successivement appelée :
- 1986 : création sous le nom Southwest Indoor Soccer League comme organisation de ligues de soccer en salle.
- 1989 : une ligue en extérieur baptisée Southwest Outdoor Soccer League est ajoutée. L'organisation est alors renommée en Southwest Independent Soccer League afin de refléter la diversité des championnats organisés.
- 1990 : renommage en Sunbelt Independent Soccer League
- 1991 : renommage en United States Interregional Soccer League
- 1995 : renommage en United States International Soccer League
- 1995 : renommage en United Systems of Independent Soccer Leagues et création d'un championnat national professionnel, la Pro League, et d'un championnat national amateur nommé Amateur Premier League.
- 1995 : la W-League, ligue féminine semi-professionnelle, est lancée.
- 1996 : création de la Select League (en) comprenant les plus fortes équipes des championnats Pro League et Amateur Premier League dans le but d'obtenir une reconnaissance comme ligue de niveau 2 derrière la nouvelle première division, la Major League Soccer.
- 1997 : fusion des championnats de Select League et American Professional Soccer League pour former la nouvelle A-League sous l'égide de la USISL.
- 1999 : la USISL change son nom en United Soccer Leagues.
- 2004 : le 10 novembre, les deux ligues des USL évoluent pour devenir des première et deuxième division (USL-1 et USL-2) et les conférences sont éliminées pour ne former qu'un seul groupe par ligue[3].
- 2009 : la vente par Nike de ses parts de la USL à la NuRock Soccer Holdings contre l'avis de l'association des propriétaires d'équipe le 27 août 2009 conduit à une profonde crise. Neuf franchises[note 1] font sécession de la USL et créent une nouvelle ligue en reprenant le nom de NASL[4],[5]. Un arbitrage de la USSF la USSF D2 Pro League pour la saison 2010, cette ligue temporaire regroupe alors des équipes de la USL et de la NASL. La première division de la USL est ainsi intégrée à la USSF D2 Pro League comme une division pour 2010 tandis que la seconde division est maintenue[6].
- 2010 : le 8 septembre, la USL annonce la création de la USL Pro pour la saison 2011. Il s'agit de la fusion de la première et de la seconde division de la USL à la suite du départ de plusieurs équipes dans la nouvelle NASL[7]. La USL Pro est reconnue comme la troisième division nord-américaine par la USSF.
- 2011 : saison inaugurale de la nouvelle USL Pro.
- 2011 : la USL devient administratrice de la Major Indoor Soccer League.
- 2013 : la USL Pro et la MLS annonce un partenariat sur plusieurs années, à effet immédiat, afin d'intégrer la MLS Reserve League avec les équipes de USL Pro, impliquant des affiliations entre les diverses franchises et des rencontres en les équipes[8].
- 2013 : la W-20 League, une ligue junior de la W-League est lancée[9].
- 2015 : la USL Pro est renommée United Soccer League (USL)
- 2015 : la W-League et la W-20 cessent leurs opérations.

De 1996 à 2009, les premières et deuxièmes divisions de la USL représentent les secondes et troisièmes divisions dans la hiérarchie du soccer nord-américain, la première division étant la Major League Soccer, et ce, jusqu'à l'arrivée de la NASL précédée de la USSF D2 Pro League. La Premier Development League est quant à elle considérée comme étant une quatrième division, aux côtés de la National Premier Soccer League depuis 2003.

## Palmarès

Ancien logo.

### Soccer intérieur
La USL commence ses opérations en 1986 sous le nom de Southwest Indoor Soccer League comme une ligue semi-professionnelle de soccer intérieur. En 1991, la ligue est renommée United States Interregional Soccer League. À partir de ce moment, le succès du soccer en extérieur ellipse le soccer intérieur. Pour la saison 1997-1998, seulement cinq équipes participent au championnat en intérieur tandis que plus d'une centaine d'équipes s'affrontent, réparties sur trois divisions. Ainsi, la saison 1997-1998 est la dernière à être proposée en intérieur.
En 2010, la USL reconsidère l'idée d'une saison en intérieur. Malgré tout, il est décidé de plutôt reprendre les activités de la Major Indoor Soccer League, ce partenariat prenant acte en mai 2011. Les champions sont déterminés par une finale à rencontre unique en 1987 et 1988, de 1992 à 1996 et en 1998.
| Saison                                                                                            | Vainqueur              | Score                 | Finaliste              |
| ------------------------------------------------------------------------------------------------- | ---------------------- | --------------------- | ---------------------- |
| 1986-1987                                                                                         | Addison Arrows         | 7 – 2                 | Lubbock Lazers         |
| 1987-1988                                                                                         | Oklahoma City Warriors | 3 – 0                 | Austin Sockadillos     |
| 1988-1989                                                                                         | Lubbock Lazers         | 3 matchs à 2          | Austin Sockadillos     |
| 1989-1990                                                                                         | Addison Arrows         | 3 matchs à 0          | Phoenix Hearts         |
| 1990-1991                                                                                         | Colorado Comets        | 3 matchs à 0          | Oklahoma City Warriors |
| 1991-1992                                                                                         | Oklahoma City Warriors | 7 – 2                 | Atlanta Magic          |
| 1992-1993                                                                                         | Atlanta Magic          | 11 – 7                | Arizona Cotton         |
| 1993-1994                                                                                         | Atlanta Magic          | 8 – 3                 | Chattanooga Express    |
| 1994-1995                                                                                         | Atlanta Magic          | 6 – 3                 | Oklahoma City Slickers |
| 1995-1996                                                                                         | Baltimore Bays         | 10 – 8                | Atlanta Magic          |
| 1996-1997                                                                                         | Baltimore Bays         | 5 – 4; 13 – 10        | Tulsa Roughnecks       |
| 1997-1998                                                                                         | Baltimore Bays         | 11 – 4                | Tulsa Roughnecks       |
| La USISL cesse ses opérations en soccer intérieur en 1998. De 2011 à 2014, la USL dirige la MISL. |                        |                       |                        |
| 2011-2012                                                                                         | Milwaukee Wave         | 14 – 2; 12 – 10       | Baltimore Blast        |
| 2012-2013                                                                                         | Baltimore Blast        | 21 – 12; 8 – 6        | Missouri Comets        |
| 2013-2014                                                                                         | Missouri Comets        | 15 – 8; 4 – 19; 6 – 4 | Baltimore Blast        |

### Soccer extérieur
En 1989, la Southwest Indoor Soccer League ajoute une saison estivale de soccer extérieur connue sous le nom de Southwest Outdoor Soccer League. En 1990, la ligue supprime les mentions « indoor » et « outdoor » puisque la ligue organise les deux championnats professionnels. En 1995, la saison en extérieur prend tellement d'importance que la USISL divise sa ligue en extérieur en deux niveaux, la Professional League et la ligue semi-professionnelle Premier League. En 1996, la USISL ajoute une troisième division, la plus compétitive, la Select League. Celle-ci est formée des meilleures équipes de la Professional comme de la Premier League. La Select League et sa rivale, la A-League, reçoivent toutes deux le statut de seconde division de la part de la FIFA. Malgré tout, la A-League étant en déclin tandis que la USISL se développe, les deux ligues fusionnent en 1997 pour former la USISL A-League. À partir de ce moment, le système de la USL basé sur trois niveaux demeure stable jusqu'à 2010. Cette année-là, plusieurs équipes rejoignent la nouvelle North American Soccer League alors que la première et la seconde division fusionnent pour former la USL Pro.
| Saison               | Vainqueur             | Score        | Finaliste               | Saison                    | Vainqueur                 | Score                     | Finaliste                 | Saison                    | Vainqueur                      | Score                     | Finaliste                 |
| -------------------- | --------------------- | ------------ | ----------------------- | ------------------------- | ------------------------- | ------------------------- | ------------------------- | ------------------------- | ------------------------------ | ------------------------- | ------------------------- |
|                      |                       |              |                         |                           |                           |                           |                           |                           |                                |                           |                           |
| Semi-professionnelle |                       |              |                         |                           |                           |                           |                           |                           |                                |                           |                           |
| 1989                 | Colorado Comets       | 3–1          | Addison Arrows          |                           |                           |                           |                           |                           |                                |                           |                           |
| 1990                 | Colorado Comets       |              |                         |                           |                           |                           |                           |                           |                                |                           |                           |
| 1991                 | New Mexico Chiles     | 3–0          | Richardson Rockets      |                           |                           |                           |                           |                           |                                |                           |                           |
| 1992                 | Palo Alto Firebirds   | 1–0          | Tucson Amigos           |                           |                           |                           |                           |                           |                                |                           |                           |
| 1993                 | Greensboro Dynamo     | 2–1          | Orlando Lions           |                           |                           |                           |                           |                           |                                |                           |                           |
| 1994                 | Greensboro Dynamo     | 2–1 t. a. b. | Minnesota Thunder       |                           |                           |                           |                           |                           |                                |                           |                           |
|                      |                       |              |                         | Pro League (Division III) | Pro League (Division III) | Pro League (Division III) | Pro League (Division III) | Premier League (semi-pro) | Premier League (semi-pro)      | Premier League (semi-pro) | Premier League (semi-pro) |
| Division II          | Division II           | Division II  | Division II             | Professional 1995         | Long Island Rough Riders  | 2–1                       | Minnesota Thunder         | Premier 1995              | Richmond Kickers               | 3–1                       | Cocoa Expos               |
| Select 1996          | California Jaguars    | 2–1 t. a. b. | Richmond Kickers        | Professional 1996         | Charleston Battery        | 3–2 t. a. b.              | Charlotte Eagles          | Premier 1996              | Central Coast Roadrunners      | 2–1                       | San Francisco Bay Seals   |
| A-League 1997        | Milwaukee Rampage     | 1–1 (3–0)    | Carolina Dynamo         | D-3 Pro 1997              | Albuquerque Geckos        | 4–1                       | Charlotte Eagles          | PDSL 1997                 | Central Coast Roadrunners      | 2–1                       | Cocoa Expos               |
| A-League 1998        | Rochester Rhinos      | 3–1          | Minnesota Thunder       | D-3 Pro 1998              | Chicago Stingers          | 3–2 a. p.                 | New Hampshire Phantoms    | PDSL 1998                 | San Gabriel Valley Highlanders | 3–2                       | Jackson Chargers          |
| A-League 1999        | Minnesota Thunder     | 2–1          | Rochester Rhinos        | D-3 Pro 1999              | Western Mass Pioneers     | 2–1                       | South Jersey Barons       | PDL 1999                  | Chicago Sockers                | 3–1                       | Spokane Shadow            |
| A-League 2000        | Rochester Rhinos      | 3–1          | Minnesota Thunder       | D-3 Pro 2000              | Charlotte Eagles          | 5–0                       | New Jersey Stallions      | PDL 2000                  | Chicago Sockers                | 1–0                       | Mid-Michigan Bucks        |
| A-League 2001        | Rochester Rhinos      | 2–0          | Hershey Wildcats        | D-3 Pro 2001              | Utah Blitzz               | 1–0                       | Greenville Lions          | PDL 2001                  | Westchester Flames             | 3–1                       | Calgary Storm             |
| A-League 2002        | Milwaukee Rampage     | 2–1 a. p.    | Richmond Kickers        | D-3 Pro 2002              | Long Island Rough Riders  | 2–1                       | Wilmington Hammerheads    | PDL 2002                  | Cape Cod Crusaders             | 2–1                       | Boulder Rapids Reserves   |
| A-League 2003        | Charleston Battery    | 3–0          | Minnesota Thunder       | Pro Soccer 2003           | Wilmington Hammerheads    | 2–1 a. p.                 | Westchester Flames        | PDL 2003                  | Cape Cod Crusaders             | 2–0                       | Chicago Fire Reserves     |
| A-League 2004        | Impact de Montréal    | 2–0          | Seattle Sounders        | Pro Soccer 2004           | Utah Blitzz               | 2–2 t. a. b.              | Charlotte Eagles          | PDL 2004                  | Central Florida Kraze          | 1–0                       | Boulder Rapids Reserves   |
| First Division 2005  | Seattle Sounders      | 1–1 t. a. b. | Richmond Kickers        | Second Division 2005      | Charlotte Eagles          | 2–2 t. a. b.              | Western Mass Pioneers     | PDL 2005                  | Des Moines Menace              | 0–0 t. a. b.              | El Paso Patriots          |
| First Division 2006  | Vancouver Whitecaps   | 3–0          | Rochester Raging Rhinos | Second Division 2006      | Richmond Kickers          | 2–1                       | Charlotte Eagles          | PDL 2006                  | Michigan Bucks                 | 2–1                       | Laredo Heat               |
| First Division 2007  | Seattle Sounders      | 4–0          | Atlanta Silverbacks     | Second Division 2007      | Harrisburg City Islanders | 1–1 t. a. b.              | Richmond Kickers          | PDL 2007                  | Laredo Heat                    | 0–0 t. a. b.              | Michigan Bucks            |
| First Division 2008  | Vancouver Whitecaps   | 2–1          | Puerto Rico Islanders   | Second Division 2008      | Cleveland City Stars      | 2–1                       | Charlotte Eagles          | PDL 2008                  | Thunder Bay Chill]             | 1–1 t. a. b.              | Laredo Heat               |
| First Division 2009  | Impact de Montréal    | 3–2; 3–1     | Vancouver Whitecaps     | Second Division 2009      | Richmond Kickers          | 3–1                       | Charlotte Eagles          | PDL 2009                  | Ventura County Fusion          | 2–1                       | Chicago Fire Premier      |
| D2 Pro League 2010   | Puerto Rico Islanders | 2–0; 1–1     | Carolina RailHawks      | Second Division 2010      | Charleston Battery        | 2–1                       | Richmond Kickers          | PDL 2010                  | Portland Timbers U23s          | 4–1                       | Thunder Bay Chill         |

### Saison en extérieur depuis 2011
| United Soccer League (Division III) (USL Pro 2011-2014) | United Soccer League (Division III) (USL Pro 2011-2014) | United Soccer League (Division III) (USL Pro 2011-2014) | United Soccer League (Division III) (USL Pro 2011-2014) | Premier Development League (PDL) (Amateur) | Premier Development League (PDL) (Amateur) | Premier Development League (PDL) (Amateur) | Premier Development League (PDL) (Amateur) |
| Saison                                                  | Vainqueur                                               | Score                                                   | Finaliste                                               | Saison                                     | Vainqueur                                  | Score                                      | Finaliste                                  |
| ------------------------------------------------------- | ------------------------------------------------------- | ------------------------------------------------------- | ------------------------------------------------------- | ------------------------------------------ | ------------------------------------------ | ------------------------------------------ | ------------------------------------------ |
| USL Pro 2011                                            | Orlando City                                            | 2–2 (3–2 t. a. b.)                                      | Harrisburg City Islanders                               | PDL 2011                                   | Kitsap Pumas                               | 1–0                                        | Laredo Heat                                |
| USL Pro 2012                                            | Charleston Battery                                      | 1–0                                                     | Wilmington Hammerheads                                  | PDL 2012                                   | Forest City London                         | 2–1                                        | Carolina Dynamo                            |
| USL Pro 2013                                            | Orlando City                                            | 7–4                                                     | Charlotte Eagles                                        | PDL 2013                                   | Austin Aztex                               | 3–1                                        | Thunder Bay Chill                          |
| USL Pro 2014                                            | Sacramento Republic                                     | 2–0                                                     | Harrisburg City Islanders                               | PDL 2014                                   | Michigan Bucks                             | 1–0                                        | Kitsap Pumas                               |
| USL 2015                                                | Rochester Rhinos                                        | 2–1 a. p.                                               | LA Galaxy II                                            | PDL 2015                                   | K-W United FC                              | 4–3                                        | New York Red Bulls U-23                    |
| USL 2016                                                | New York Red Bulls II                                   | 5–1                                                     | Swope Park Rangers                                      | PDL 2015                                   | Michigan Bucks                             | 3–2                                        | Calgary Foothills FC                       |

### W-League
| Saison                                                 | Vainqueur                  | Score              | Finaliste                     |
| ------------------------------------------------------ | -------------------------- | ------------------ | ----------------------------- |
| W-League 1995                                          | Long Island Lady Riders    | 3–0                | Southern California Nitemares |
| W-League 1996                                          | Maryland Pride             | 3–0                | Dallas Lightning              |
| W-League 1997                                          | Long Island Lady Riders    | 2–1 a. p.          | Chicago Cobras                |
| W-League W-1 1998                                      | Raleigh Wings              | 4–3                | Boston Renegades              |
| W-League W-2 1998                                      | Fort Collins Force         | 3–1                | Hampton Roads Piranhas        |
| W-League W-1 1999                                      | Raleigh Wings              | 3–2 a. p.          | Chicago Cobras                |
| W-League W-2 1999                                      | North Texas FC             | 5–1                | Springfield Sirens            |
| W-League W-1 2000                                      | Chicago Cobras             | 1–1 (4–2 t. a. b.) | Raleigh Wings                 |
| W-League W-2 2000                                      | Springfield Sirens         | 2–1                | Charlotte Lady Eagles         |
| W-League W-1 2001                                      | Boston Renegades           | 5–1                | Vancouver Whitecaps Women     |
| W-League W-2 2001                                      | Charlotte Lady Eagles      | 3–1                | Memphis Mercury               |
| W-League 2002                                          | Boston Renegades           | 3–0                | Charlotte Lady Eagles         |
| W-League 2003                                          | Hampton Roads Piranhas     | 1–0                | Chicago Cobras                |
| W-League 2004                                          | Vancouver Whitecaps Women  | 0–0 (4–2 t. a. b.) | New Jersey Wildcats           |
| W-League 2005                                          | New Jersey Wildcats        | 3–0                | Ottawa Fury Women             |
| W-League 2006                                          | Vancouver Whitecaps Women  | 3–0                | Ottawa Fury Women             |
| W-League 2007                                          | Washington Freedom         | 3–1                | Atlanta Silverbacks Women     |
| W-League 2008                                          | Pali Blues                 | 2–1                | FC Indiana                    |
| W-League 2009                                          | Pali Blues                 | 2–1                | Washington Freedom Reserves   |
| W-League 2010                                          | Buffalo Flash              | 3–1                | Vancouver Whitecaps Women     |
| W-League 2011                                          | Atlanta Silverbacks Women  | 6–1                | Ottawa Fury Women             |
| W-League 2012                                          | Ottawa Fury Women          | 1–1 (4–3 t. a. b.) | Pali Blues                    |
| W-League 2013                                          | Pali Blues                 | 1–0                | Comètes de Laval              |
| W-League 2014                                          | Los Angeles Blues          | 6–1                | Washington Spirit Reserves    |
| W-League 2015                                          | Washington Spirit Reserves | 2–1                | Colorado Pride                |
| La W-League cesse ses opérations après la saison 2015. |                            |                    |                               |

## Les ligues opérées par la USL

### United Soccer League
La United Soccer League correspond au troisième échelon dans la hiérarchie du soccer nord-américain. Pour sa première saison, treize équipes composent la ligue. Entre 2014 et 2015, la United Soccer League intègre de nombreuses équipes, trois en 2014 puis douze en 2015, conséquence du partenariat opéré avec la Major League Soccer qui suggère que les franchises de MLS doivent disposer d'une équipe réserve en USL à court terme. En 2016, la ligue compte 28 équipes dont douze sont des équipes réserves de franchises de MLS.

### Premier Development League
La Premier Development League est un championnat qui, à la différence des deux précédents, n'est pas professionnel mais amateur. Les équipes y sont essentiellement composées de jeunes joueurs qui profitent du congé universitaire d'été pour connaître une première expérience. Ainsi chaque club a le droit de posséder au maximum huit joueurs âgés de plus de 23 ans, et doit avoir au minimum trois joueurs de moins de 18 ans.

### Super-20 League
La Super-20 League est un championnat pour des jeunes joueurs (hommes et femmes) âgés de 18 à 20 ans. Il a été mis en place en 2006.

### Super-Y League
La Super-Y League rassemble des équipes de jeunes joueurs (garçons et filles), âgés de 13 à 17 ans. Cette ligue rassemble plus de 800 équipes des États-Unis et du Canada.

### W-League
La W-League est le championnat d'élite du soccer féminin en Amérique du Nord. La venue de la Women's Professional Soccer en 2009 a remis en cause ce statut mais après la suspension des activités de la Women's Professional Soccer, la W-League (par le biais de ses 30 équipes locales) met sous contrat, pour la saison 2012, de nombreuses joueuses anciennement professionnelles de la WPS.